# لوئیس پرکویچ روکا
 لوئیس پرکویچ روکا (به اسپانیایی: Luis Pércovich Roca) (زاده ۱۴ ژوئیه ۱۹۳۱ – درگذشته ۲۳ آوریل ۲۰۱۷) سیاست‌مدار اهل پرو بود. وی از ۱۲ اکتبر ۱۹۸۴ تا ۲۸ ژوئیه ۱۹۸۵ نخست‌وزیر این کشور بود.